# Djenal Queiroz
Djenal Tavares Queiroz (Frei Paulo, 12 de maio de 1916 — Aracaju, 20 de julho de 1997) foi um militar e político brasileiro que foi governador de Sergipe.

## Dados biográficos
Filho de Rosalvo Queiroz e de Djanira Tavares Queiroz. Estudou em Aracaju e no Rio de Janeiro antes de sentar praça em 1936 na Escola Militar do Realengo retornando a Sergipe para assumir o comando da Polícia Militar durante os governos José Rollemberg e Arnaldo Garcez servindo ao último como Secretário de Segurança e em 1955 assumiu o comando do 19º Batalhão de Caçadores em Salvador chegando a General de Divisão em 1964. Eleito deputado estadual em 1962 pelo PSD foi Secretário de Fazenda no governo Celso Carvalho. Filiado à ARENA após o Regime Militar de 1964 foi reeleito em 1966, 1970 e 1974.
Em 1978 foi eleito vice-governador de Sergipe na chapa de Augusto Franco seguindo-o na filiação ao PDS e a quem substituiu em 1982 quando o mesmo renunciou para eleger-se deputado federal. Secretário de Habitação no governo João Alves Filho foi reeleito deputado estadual em 1986 e 1990 filiando-se nos anos seguintes ao PPR e PPB e no governo Albano Franco foi Secretário de Assuntos Parlamentares.